# Catopsis berteroniana
Catopsis berteroniana (Schult. & Schult.f.) Mez es una especie de planta de la familia de las bromeliáceas. Su área de distribución es tropical desde el sur de Florida hasta el sur de Brasil.

## Descripción
Es una planta epífita que se cree que es una posible planta carnívora, similar a Brocchinia reducta, aunque la evidencia es equívoca. Por lo general crece en las ramas de los árboles, y parece atrapar los insectos más que otras bromelias de tamaño comparable. Existen varias otras especies del género, ninguna de las cuales se cree que sean carnívoras.
Son plantas de 45–75 (–90) cm de alto en flor. Hojas numerosas en una roseta ajustada, algo patentes arriba; vainas escasamente distintas de las láminas; láminas lanceoladas, 15–35 cm de largo y 1.5–5 cm de ancho, ápice agudo y apiculado a atenuado. Escapo erecto, brácteas inferiores abrazadoras, linear-lanceoladas, más largas que los entrenudos, brácteas superiores ampliamente ovadas, frecuentemente más cortas que los entrenudos, cortamente acuminadas; inflorescencia 1-pinnada, brácteas primarias ampliamente ovadas, más cortas que las bases estériles de las espigas subyacentes, cortamente acuminadas, ramas 3.5–13 cm de largo, las bases estériles 1–4 cm de largo, con flores sésiles y laxamente arregladas, brácteas florales ovadas a orbiculares, 7–8 mm de largo, ápice obtuso, flores perfectas; sépalos oblongos, 10–12 mm de largo, ápice obtuso; pétalos ovados, apenas más largos que los sépalos, ápice obtuso a agudo. Cápsulas ovoides, 11–14 mm de largo y 5–6 mm de diámetro, obviamente rostradas.

## Taxonomía
Catopsis berteroniana fue descrita por (Schult. & Schult.f.) Mez y publicado en Monographiae Phanerogamarum 9: 621. 1896.
Etimología
Catopsis: nombre genérico que deriva del griego "kata" (colgando) y "opsis" (apariencia).
berteroniana: epíteto otorgado en honor del botánico Carlo Luigi Giuseppe Bertero.
Sinonimia
- Catopsis mosenii Mez
- Pogospermum berteronianum (Schult. & Schult.f.) Brongn.
- Renealmia pendula C.F.Gaertn.
- Tillandsia berteroniana Schult. & Schult.f.
- Tillandsia pendula Thunb. ex C.F.Gaertn.[2][3]